# Spettangara
Spettangara (Camarhynchus pallidus) är en fågel i familjen tangaror inom ordningen tättingar. Den förekommer endast i Galápagosöarna. IUCN kategoriserar den som sårbar.

## Utseende och läte
Spettangaran är en 15 cm lång finkliknande tangara. Näbben är lång, dubbelt mot höjden. Benen är kraftiga och fötterna stora, medan stjärten är relativt kort och svag. Hanens fjäderdräkt är ostreckat sandbrun med ett ljust område ovan och under det mörka ögat. Näbben är svart under häckningstid, med ljusare undre näbbhalva under resten av året. Honan liknar hanen, men näbben är matt orange under hela året. Sången beskrivs som ett högljutt "chup-tupupupu chup-tupupupu", "cht-trrr cht-trrr" eller "chik-tip-tip-tip-tip chik-tip-tip-tip-tip". Bland lätena hörs nasala "phew".

## Utbredning och systematik
Spettangaran förekommer i Galápagosöarna och delas in i tre underarter med utbredning enligt följande:
- pallidus-gruppen
  - Camarhynchus pallidus pallidus – öarna Santiago, Rabida, Seymour, Pinzón, Santa Cruz och Floreana
  - Camarhynchus pallidus productus – Isabela och Fernandina
- Camarhynchus pallidus striatipecta – San Cristóbal

### Släktestillhörighet
Arten placeras traditionellt i släktet Camarhynchus, men vissa inkluderar det i Geospiza.

### Familjetillhörighet
Liksom andra finkliknande tangaror placerades denna art tidigare i familjen Emberizidae. Genetiska studier visar dock att den är en del av tangarorna.

## Status
Spettangaran har ett litet utbredningsområde och hittas endast vid ett begränsat antal lokaler. Den tros också minska i antal. IUCN kategoriserar arten som nära hotad (NT). Världspopulationen uppskattas bestå av mellan 110 000 och 270 000 vuxna individer.

## Namn
Denna art tillhör en grupp fåglar som traditionellt kallas darwinfinkar. För att betona att de inte tillhör familjen finkar utan är istället finkliknande tangaror justerade BirdLife Sveriges taxonomikommitté 2020 deras namn i sin officiella lista över svenska namn på världens fågelarter.

## Bilder

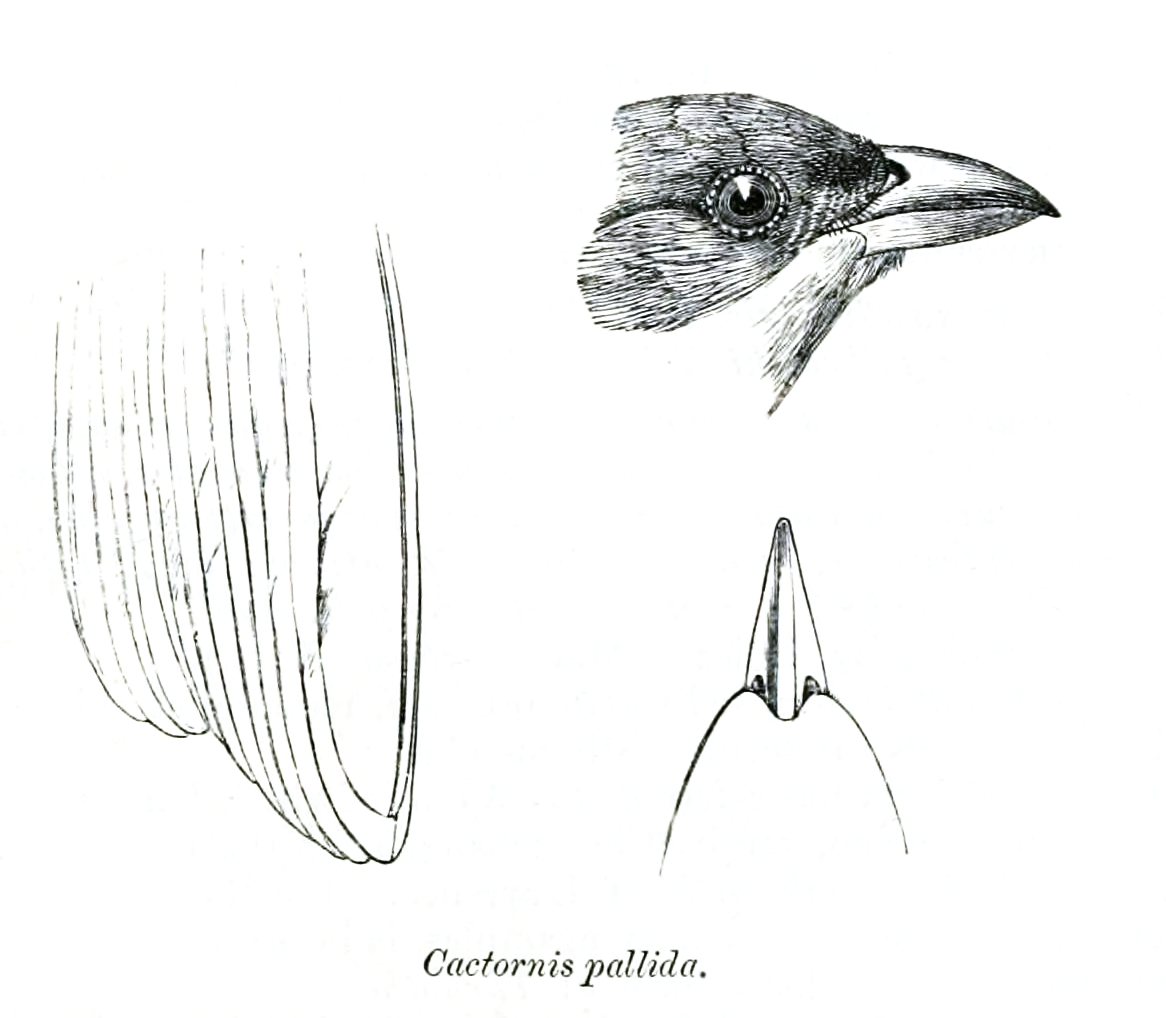